# أنخيل موراليس (لاعب كرة قدم)
أنخيل موراليس (بالإسبانية: Ángel Morales)‏ (14 يونيو 1975 ببوينس آيرس في الأرجنتين - ) هو لاعب كرة قدم أرجنتيني في مركز الوسط. لعب مع أوليمبو وإنديبندينتي وبانفيلد وكروز آزول ونادي راسينغ ونادي سامبدوريا وناسيونال مونتيفيديو وهوراكان وتيبورونيس روخوس دي فيراكروز ودورادوس سينالوا وأتليتكو بلاتينسي ‏ ونادي مريدا ونادي ماردة ‏.

## وصلات خارجية
- أنخيل موراليس على موقع الاتحاد الدولي (مؤرشف)  (الإنجليزية)
- أنخيل موراليس على موقع قاعدة بيانات كرة القدم.إي يو (الإنجليزية)